# Ploaré
Ploaré ist ein Ortsteil der französischen Gemeinde Douarnenez im Département Finistère der Region Bretagne. Der Ort liegt circa einen Kilometer südlich von Douarnenez.
Im Jahr 1945 wurde die ehemals selbständige Gemeinde Ploaré in die Stadt Douarnenez eingegliedert.

## Sehenswürdigkeiten
Siehe auch: Liste der Monuments historiques in Douarnenez
- Kirche St-Herlé, erbaut im 16./17. Jahrhundert (Monument historique)

## Persönlichkeiten
In Ploaré wurde der Fotograf und Postkartenverleger Joseph Villard (1838–1898) geboren.
René Théophile Hyacinthe Laënnec (1781–1826), Arzt und Erfinder des Stethoskops, starb im Ortsteil Kerlouanec.